# Iglesia de Santa Caterina (Pienza)
La iglesia de Santa Caterina es un edificio sagrado ubicado en Pienza, en la provincia de Siena, diócesis de Montepulciano-Chiusi-Pienza.

## Descripción
El edificio data de finales del siglo XVII. En 1722 ya estaba abierto al culto y en 1731 se consagró solemnemente. La fachada de ladrillo es bastante simple, tiene un pórtico flanqueado por dos pequeñas ventanas, mientras que otra ventana, en este caso semicircular, la remata en su parte superior.
El interior consta de una sola nave en la que aparecen dos altares laterales de estuco con pinturas del siglo XVII. Al fondo encontramos un altar mayor de formas barrocas que alberga un fresco de la escuela sienesa del siglo XIV, del que solo se conservan la Virgen y el Niño,y un lienzo de la escuela sienesa del siglo XVII. La imagen, que se cree proviene de un tabernáculo, es altamente venerada.
En el coro de la contrafachada se encuentra el órgano, construido en 1961 por la compañía Verschueren e instalado en 2018. Tiene una transmisión totalmente mecánica, 9 registros en modo manual y una pedalera sin registros.

## Otros proyectos
- Wikimedia Commons alberga una galería multimedia sobre Iglesia de Santa Caterina.